# Sommer der Glühwürmchen
Sommer der Glühwürmchen (jap. つばさとホタル, Tsubasa to Hotaru) ist ein Manga von Nana Haruta, der von 2013 bis 2017 in Japan erschien. Das Werk ist in die Genres Shōjo und Romantik einzuordnen.

## Inhalt
Die 15-jährige Tsubasa Sonokawa verliebt sich in ihren älteren Mitschüler Sugiyama, nachdem er ihr bei einem Schwächeanfall geholfen hat. Doch ist sie ihm schnell zu aufdringlich, sodass er sie abweist. Um Tsubasa aufzumuntern, lädt ihre Freundin Yuri sie ein, ihr beim Management des Basketballklubs zu helfen. Dort bringt sich Tsubasa sogleich mit großer Begeisterung ein und versucht, alle ihre männlichen Schützlinge kennenzulernen. Als diesen auffällt, dass sich ihre neue Managerin sogar Notizen über jeden einzelnen macht, hat Tsubasa Angst, auch ihre neuen Freunde durch ihre Aufdringlichkeit zu verschrecken. Doch die nehmen ihre Art gelassen hin und freuen sich über das ihnen entgegengebrachte Interesse.
Nach einiger Zeit entschuldigt sich Sugiyama bei Tsubasa, dass er sie abgewiesen hat, und bietet ihr doch eine Beziehung an. Doch nun gibt sie ihm einen Korb – auch, weil sie erfahren hat, dass gar nicht er ihr bei dem Schwächeanfall half. Wie sich bald herausstellt, war das der wortkarge Aki aus dem Basketballklub, den sie besonders mag. Aber bald muss Tsubasa darum kämpfen, weiter Managerin bleiben zu können. Die Jungs haben sie zwar alle ins Herz geschlossen, doch der Trainer lehnt Mädchen als Manager ab.

## Veröffentlichung
Der Manga erschien erstmals von August 2013 bis November 2017 im Magazin Ribon. Dessen Verlag Shūeisha brachte die Kapitel auch in elf Sammelbänden heraus. Die Bände verkauften sich zuletzt jeweils über 100.000 Mal in den ersten beiden Wochen nach Veröffentlichung.
Eine deutsche Übersetzung der Serie erschien zwischen Mai 2015 und August 2018 komplett bei Tokyopop; Übersetzerin ist Anne Klink. Planet Manga bringt sie auf Italienisch heraus.

## Anime-Adaptionen
Eine erste Anime-Adaption des Mangas war ein 15 Minuten langer Kurzfilm, der zum Ribon Festa am 21. März 2014 gezeigt wurde. Bei der Produktion von J.C.Staff führte Chiaki Kon Regie und schrieb auch das Drehbuch.
Im März 2015 wurden im Morgenprogramm von TV Tokyo vier Kurzfolgen gezeigt, die auf dem Manga basieren. Weitere drei Episoden folgten im Mai 2016.
Synchronisation
| Rolle            | japanischer Sprecher (Seiyū) |
| ---------------- | ---------------------------- |
| Tsubasa Sonokawa | Kanae Itō                    |
| Aki Hidaka       | Yoshitsugu Matsuoka          |
| Hachiya-senpai   | Hiro Shimono                 |
| Yūma Toba        | Takahiro Sakurai             |
| Sugiyama-senpai  | Yoshimasa Hosoya             |